# Ponte de Ponte da Barca

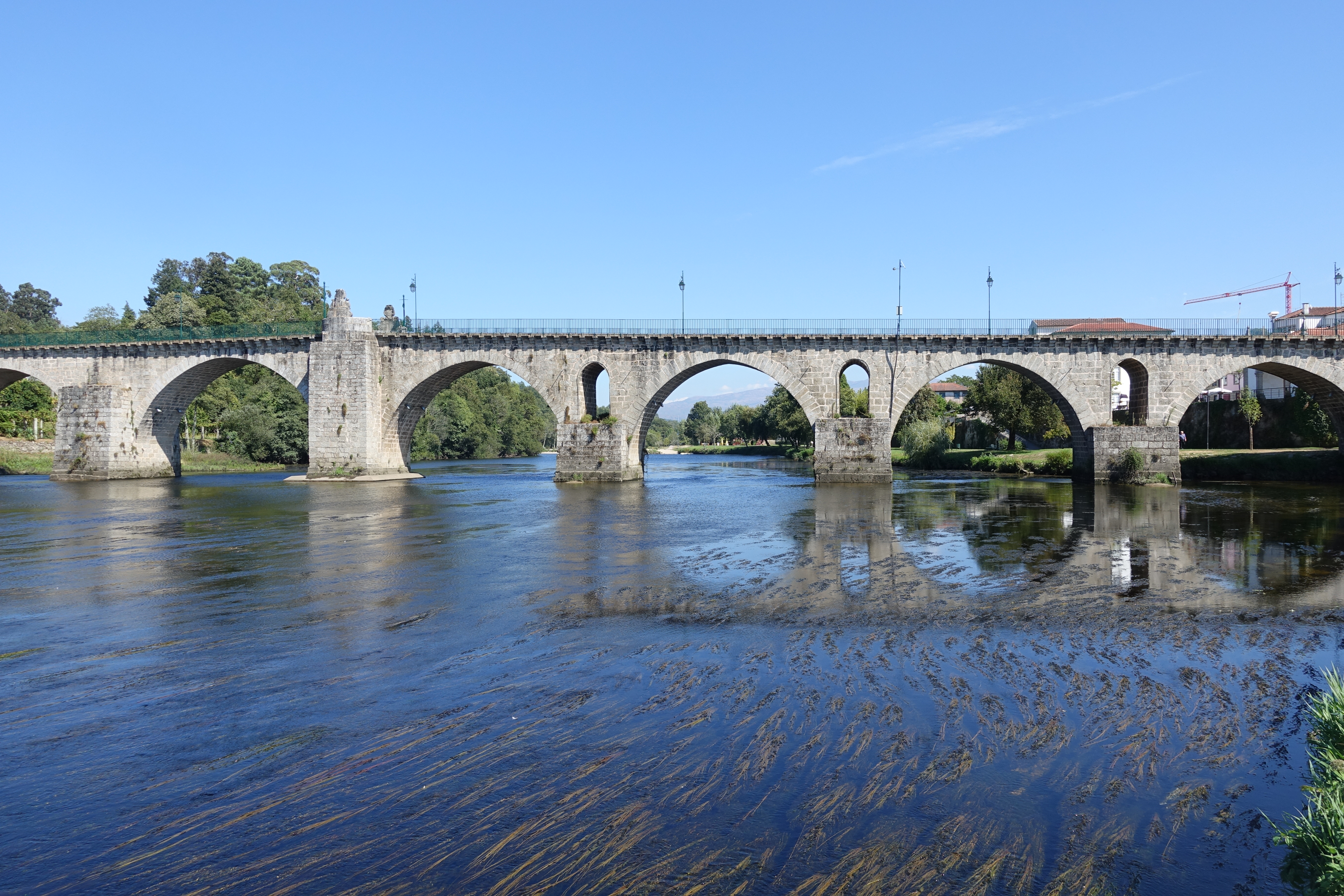
Ponte sobre o Lima

A Ponte sobre o Lima ou Ponte de Ponte da Barca localiza-se na vila e município de Ponte da Barca, no distrito de Viana do Castelo, Portugal.
Foi classificada como Monumento Nacional em 1910.

## História
Construída na primeira metade do século XV tendo como modelo a Ponte de Ponte de Lima levantada nas últimas décadas do século anterior.
Tem um tabuleiro de 180 m de cumprimento e apoia-se sobre 10 arcos.